# XVideos
XVideos ist eine Videostreaming-Plattform der tschechischen WGCZ Holding mit Sitz in Prag. Sie ist eines der größten Porno-Videoportalen weltweit.
XVideos wird durch Werbung finanziert, die wiederum über die Werbeplattform Traffic Factory gebucht werden kann. Diese befindet sich ebenfalls zu 95 % in Besitz des WGCZ-Hauptanteilseigners Pacaud.

## Hintergrund
Die Website enthält pornografische Videos unterschiedlichen Typs, die von Nutzern hochgeladen werden können. Dabei handelt es sich sowohl um Amateurproduktionen als auch offizielles Material von Pornostudios sowie Urheberrechtsverletzungen aus Pornofilmen.
Die Seite wird vom tschechischen Unternehmen WGCZ (Web Group Czech Holding) mit Sitz in Prag betrieben. Registriert wurde WGCZ von den beiden Franzosen Stephane und Deborah Pacaud. Diesen gehört außerdem die Porno-Plattform Xnxx.com mit einem ähnlichen Angebot.
2012 versuchte Fabian Thylmann, CEO von Manwin (später Mindgeek), dem Unternehmen hinter YouPorn, die Website für 120 Millionen US-Dollar aufzukaufen. Angeblich habe einer der Eigentümer daraufhin gesagt: „Sorry, I have to go and play Diablo II.“
2014 versuchte die Plattform, die Nutzungsbedingungen für Contentpartner so abzuändern, dass der Uploader das Recht verliert, einen einmal hochgeladenen Clip wieder löschen zu lassen. Die Plattform scheiterte damit jedoch am Protest der Produzenten.
2022 wurde in einer Recherche von Netzpolitik.org nachgewiesen, dass XVideos den Upload von Videos sexueller Handlungen an betäubten oder bewusstlosen Frauen zulässt und bei aufgerufenen Videos dieser Art automatisch weitere empfiehlt. Auf entsprechende Meldungen wurden die Clips nur teilweise gelöscht. Durch absichtsvoll falsch geschriebene Tags können entsprechende Darstellungen gekennzeichnet und gefunden werden, XVideos gab an, gegen solche Falschschreibungen technisch nichts unternehmen zu können. Während andere Plattformen auch Suchbegriffe für rechtswidrige Videos vermehrt proaktiv sperren, führten sie bei XVideos regelmäßig zu Suchergebnissen.
Als Plattform mit einer Reichweite von über 45 Millionen monatlicher Nutzer in der EU wurde XVideos 2023 von der EU-Kommission als VLOP (Very Large Online Platform) eingestuft und zur Einhaltung erweiterter Transparenzbestimmungen sowie Schutzvorkehrungen gegen Gewalt und Missbrauch verpflichtet. Eine erste Aufforderung zur Offenlegung wurde im Juni 2024 mit den Schwerpunkten Jugendschutz, Verbreitung illegaler Inhalte sowie genderbezogener Gewalt an XVideos gerichtet. im Oktober 2024 folgte die zweite Transparenzanforderung an XVideos, diese betraf Maßnahmen zur Moderation von Inhalten einschließlich der Reaktion auf Beschwerden, Löschaufforderungen und gerichtliche Anordnungen sowie Informationen zu Werbemaßnahmen und -medien.
XVideos lieferte beide Reports, wies im Lauf des Jahres jedoch eine kontinuierlich sinkende Zahl von Nutzern aus der EU aus, diese reduzierten sich von 185 Millionen im Februar 2024 auf nur noch 35 Millionen im Februar 2025. Als Grund für den Rückgang wurden zuvor nur ungenau erfasste Herkunftsdaten zu den Nutzern und ein hoher Anteil an Besuchen mit aktiviertem Inkognito-Modus des Webbrowsers angegeben. Seitens netzpolitik.org wurde bezüglich der Transparenzberichte unter anderem kritisiert, dass es keine durchgehende Vorabkontrolle neu hochgeladener Videos gäbe, wie es bei Wettbewerbern der Fall sei.

## Statistik
Im Jahr 2012 hatte die Website monatlich um die 350 Millionen Besucher und einen monatlichen Datentransfer von 29 Petabyte, für 2016 wurden 650 Mio. monatliche Besucher angegeben. Während für 2017 monatlich 1,63 Milliarden Aufrufe angegeben wurden, stieg diese Zahl auf 3,32 Milliarden in der ersten Jahreshälfte 2021.
Stand Februar 2025 verzeichnet Similarweb 1,1 Milliarden Besucher monatlich auf der Seite und listet sie auf Platz 20 der meistbesuchten Seiten im Netz.